# Attaque chimique de Talmenes
L'attaque chimique de Talmenes a lieu le 21 avril 2014, sur le village de Talmenes dans le gouvernorat d'Idlib en Syrie. Il s'agit d'une attaque à la bombe baril chlorée, larguées par hélicoptère par les forces aériennes du régime de Bachar el-Assad, tuant 3 civils et faisant 133 blessés.

## Déroulement
Le village de Talmenes est touché par une attaque chimique vers 10h30 lorsque deux « bombes barils » contenant du chlore gazeux sont larguées sur le village. Les bombes touchent deux maisons éloignées d'une centaine de mètres l'une de l'autre, dans le quartier entourant la grande mosquée. Au moment de l'attaque, la ville était sous le contrôle d'Ahrar al-Cham et du Front Al-Nosra,. 

## Bilan humain
Selon Human Rights Watch, l'attaque tue trois civils et en intoxique et blesse 133.

## Responsabilité
L'enquête conjointe d'un an des Nations unies et de l'OIAC détermine qu'il y a suffisamment d'informations pour conclure de manière catégorique que l'armée de l'air arabe syrienne a utilisé des « armes de fortune larguées à partir d'hélicoptères » qui contenaient un agent chimique, très probablement du chlore, sur la ville de Talmenes en avril 2014 et sur la ville de Sarmin en mars 2015. En 2014, le régime syrien est le seul belligérant qui possède des hélicoptères et autres forces aériennes,.